# Митрошина, Александра Александровна
Алекса́ндра Алекса́ндровна Митро́шина (род. 27 июня 1994, Петрозаводск), известная также как «Ма́терь Бло́жья», — российская Instagram-блогер, ведущая курсы раскрутки в социальных сетях.

## Биография
Александра Митрошина родилась 27 июня 1994 года в Петрозаводске. В 2015 году окончила факультет журналистики МГУ, в 2017 году — магистратуру «медиапроизводство в креативных индустриях» Высшей школы экономики.
Работала автором колонок на сайте Mail.ru и на радио Москва FM.

### Блогерство
С 2011 года ведёт блог в Instagram, изначально писала про гаджеты и путешествия. Через 3-4 года начала писать про фитнес и здоровый образ жизни и публиковать фотографии с тренировок по каратэ, после чего число подписчиков заметно увеличилось.
В 2018 году создала Telegram-канал «Коты, шапки, я не беременная», позднее переименованный в «Матерь бложья (и кошачья)».
По состоянию на 2023 год число подписчиков Митрошиной в Instagram составляло 4,2 млн человек, в Telegram — 226 тысяч человек, у YouTube-подкаста «Матерь бложья» — 248 тысяч человек.
По оценке компании Yoloco, в конце 2021 года стоимость рекламы в Instagram Митрошиной достигала 1 млн рублей. По данным рекламного агентства «Авторские медиа», в 2023 году один пост в Instagram Митрошиной стоил 4,6 млн рублей, в Telegram — 330 тысяч рублей.

### Курсы
Организует платные курсы. В 2017 году совместно с блогером Сашей Кетовой начала вести курсы «Инсталогия», обучающие раскрутке социальных сетей. В 2022 году после конфликта с Кетовой стала вести курс «Инсталогия 2.0» без неё. Также ведёт фитнес-курсы с бодибилдером Димой Путылиным.
По данным РЕН ТВ, билет на курс или на бизнес-форум с участием Митрошиной стоил от 40 тысяч до полумиллиона рублей. По собственным словам, доход от курсов в 2021 году составил около 303 миллионов рублей и именно эти курсы, а не ведение блога — основной доход Митрошиной.

### Другая деятельность
В 2018 году вместе с Алёной Поповой, соавтором законопроекта о домашнем насилии, создала сеть взаимопомощи жертв домашнего насилия «Ты не одна».

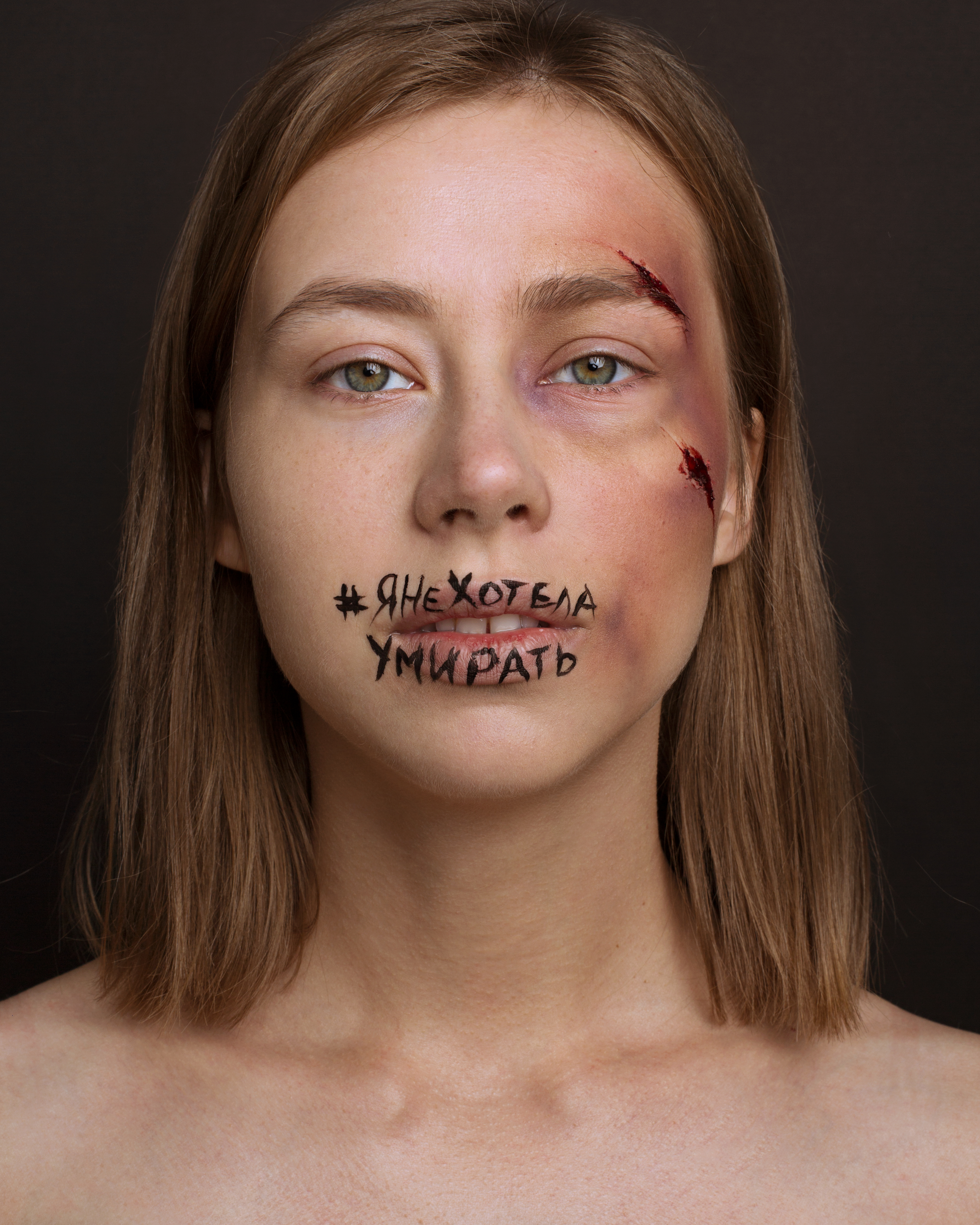
Митрошина во время флешмоба #ЯНеХотелаУмирать

В 2019 году вместе с Поповой организовала флешмоб #ЯНеХотелаУмирать. Митрошина опубликовала в Instagram пост об Оксане Садыковой, подававшей многочисленные жалобы в полицию и убитой мужем, и этот пост собрал 453 тысячи лайков.
В 2019 году выпустила книгу «Продвижение личных блогов в „Инстаграм“». В 2020 году выпустила мини-сериал «Ушла быть блогером». В 2021 году выпустила книгу «#Сашин фитнес. Домашние тренировки и питание».
В январе 2020 года на встрече Митрошиной с поклонниками в Киеве произошла драка, спровоцированная деятелями украинского движения «Видсич», задававшими ей вопрос «Чей Крым?». После состоявшегося допроса Митрошину выдворили с Украины с запретом въезда на три года, поскольку выяснилось, что в 2017 году Александра въезжала в аннексированный Россией Крым.
В 2022 году после начала вторжения России на Украину переехала в Дубай, ОАЭ.

## Признание
- В 2020 году заняла шестое место в рейтинге исследовательского холдинга Romir по доверию аудитории к интернет-деятелям[6].
- В 2022 году попала в шорт-лист российской версии Forbes 30 Under 30 в категории «Новые медиа»[6].

## Уголовное преследование
21 марта 2023 года Следственным комитетом РФ в отношении Александры Митрошиной было возбуждено уголовное дело по факту уклонения от уплаты налогов: по данным следствия, она как индивидуальный предприниматель (ИП) с октября 2020 по май 2022 года не заплатила налоги на сумму более 120 миллионов рублей, используя упрощённую систему налогообложения, при этом фактически получая доход больше, чем предусмотрено этой системой, но не переходя на общую систему налогообложения, а используя фиктивные контролируемый ей ИП для перевода средств.
3 мая 2023 года Митрошина сообщила, что месяц назад погасила основную часть долга в размере 120 млн рублей, а 2 мая — оставшуюся часть долга в размере 9 млн рублей. Она признала, что «не уделила должное внимание сфере бухгалтерии», но «не согласна с суммой задолженности и продолжит в рамках легального поля оспаривать это решение».
30 июля 2024 года стало известно, что Федеральная налоговая служба России разблокировала счета Митрошиной ввиду уплаты 96 млн рублей долга.
7 марта 2025 года, по прилёте из Дубая в Сочи, была задержана Следственным комитетом в Краснодарском крае, против неё возбудили уголовное дело о легализации денег, полученных через неуплату налогов. По предварительным данным следствия, Александра Митрошина путём покупки объекта недвижимости в Москве легализовала более 127 миллионов рублей.
Чертановским районным судом города Москвы отправлена под домашний арест.